# Вочковцы
Вочковцы (укр. Вочківці) — село в Волочисском районе Хмельницкой области Украины.
Население по переписи 2001 года составляло 463 человека. Почтовый индекс — 31208. Телефонный код — 3845. Занимает площадь 1,14 км². Код КОАТУУ — 6820984703.

## Местный совет
31200, Хмельницкая обл., Волочисский р-н, с. Вочковцы, тел. 4-10-57.